# Lüttich–Bastogne–Lüttich 1951
Lüttich–Bastogne–Lüttich 1951 war die 37. Austragung des Eintagesrennens Lüttich–Bastogne–Lüttich. Es war Bestandteil der Rennserie Challenge Desgrange-Colombo und wurde am 22. April 1951 über eine Distanz von 211 Kilometer ausgetragen. Sieger wurde Ferdy Kübler.

## Rennverlauf
161 Radrennfahrer standen am Start in Lüttich, 72 Fahrer erreichten das Ziel. Erst 14 Kilometer vor dem Ziel bildete sich die entscheidende Spitzengruppe, aus der Pierre Barbotin einen Ausreißversuch startete. 5 Kilometer vor dem Zielband fuhr Kübler mit Derycke am Spitzenreiter vorbei und gewann den Zielsprint deutlich.

## Ergebnis
| Rang | Fahrer          | Team               | Zeit           |
| ---- | --------------- | ------------------ | -------------- |
| 1.   | Ferdy Kübler    | Frejus             | 5:41:01 h      |
| 2.   | Germain Derycke | Alcyon-Dunlop      | gl. Zeit       |
| 3.   | Wout Wagtmans   | Garin              | + 0:21 Minuten |
| 4.   | Jean Brun       | Terrot-Wolber      | + 0:27 Minuten |
| 5.   | Jean Robic      | Automoto           | gl. Zeit       |
| 6.   | Gino Bartali    | Bartali-Ursus      | gl. Zeit       |
| 7.   | Louison Bobet   | Stella-Dunlop      | gl. Zeit       |
| 8.   | Ernest Sterckx  | Terrot-Wolber      | gl. Zeit       |
| 9.   | Marcel Kint     | Mercier-Hutchinson | gl. Zeit       |
| 10.  | Valère Ollivier | Bertin             | gl. Zeit       |